# Jean Arnold de Bronckart
Jean Arnold Théodore Marie de Bronckart (Luik, 22 november 1758 - Bra, 29 april 1829) was een Zuid-Nederlands edelman.

## Levensloop
De Bronkart was een Luikse familie. 
Jean-François de Bronckart was burgemeester van Luik in 1772. Hij was getrouwd met Marie-Catherine de Bra d'Izier, die de heerlijkheid Bra in de familie de Bronckart inbracht. 
Jean Arnold de Bronckart was hun zoon. Hij werd maire van Bra. In 1817, onder het Verenigd Koninkrijk der Nederlanden, werd hij erkend in de erfelijke adel en benoemd in de Ridderschap van de provincie Luik. Hij werd lid van de Provinciale Staten voor deze provincie.
Hij trouwde in 1782 met Catherine de Lezaack (1754-1785) en in 1796 met Marie-Anne Minguet (° 1764).
Jean-Arnold de Bronckart (1785-1850), zoon uit het eerste huwelijk, werd raadsheer bij het hof van beroep in Luik. Hij trouwde met Marie-Catherine Rongé. Hun zoon en laatste naamdrager was volksvertegenwoordiger Emile de Bronckart met wie de familie in 1884 uitdoofde.